# Hydnum
Genre
Les hydnes forment un genre de champignons basidiomycètes de la famille des hydnacées, appelé écailleux.

## Description
Leur nom est tiré du grec ûdnon, « tubercule » (désignant originellement la truffe) en référence à l'aspect bosselé de l'espèce-type Hydnum repandum mais leur caractéristique principale est un hyménium constitué non de lames ni de pores mais d'aiguillons.
Le genre Hydnum comprenait jadis tous les champignons à aiguillons mais a été progressivement déshabillé au profit d'autres genres tels que Auriscalpium, Hericium, Hydnellum, Phellodon, Sarcodon, Steccherinum, etc.

## Liste des espèces
L'espèce type est Hydnum repandum L. (1753). La liste ci-après ne correpond pas aux données plus récentes, mais laisse dans le genre Hydnum beaucoup d'espèces qui appartiennent à d'autre genre comme par exemple Hericium clathroides (Pallas) Persoon (1797), voir des nom illégaux comme H.abietinum et oublie des espèces mise en évidence plus récemment comme Hydnum pallidocroceum T. Cao & H.S. Yuan (2021) .
| - Hydnum abietinum (Pers.) Duby 1830 - Hydnum abietis Weir ex Hubert 1931 - Hydnum adustum Schwein. 1822 - Hydnum aitchisonii Berk. 1876 - Hydnum albidum Peck - Hydnum albonigrum Peck 1897 - Hydnum alboviride Morgan 1887 - Hydnum alliaceum Weinm. 1832 - Hydnum alutaceum Fr. 1821 - Hydnum ambiguum Berk. & Broome 1875 - Hydnum amicum Qu'l. 1880 - Hydnum argutum Fr. 1821 - Hydnum artocreas Berk. & M.A. Curtis ex Cooke - Hydnum aspratum Berk. - Hydnum aterrimum Fr. 1821 - Hydnum aurantiacum (Batsch) Alb. & Schwein. 1825 - Hydnum auratile Britzelm. 1891 - Hydnum aureum Fr. 1828 - Hydnum auriscalpium L. 1753 - Hydnum barba-jovis Bull. 1791 - Hydnum bicolor Alb. & Schwein. 1805 - Hydnum bienne (Bull.) Lam. & DC. 1805 - Hydnum boveanum Mont. 1835 - Hydnum bresadolae Quél. - Hydnum caeruleum Hornem. 1825 - Hydnum calcareum Cooke & Massee 1892 - Hydnum calvum Alb. & Schwein. 1805 - Hydnum caput-medusae (Bull.) Pers. 1780 - Hydnum casearium Morgan 1887 - Hydnum chrysocomum - Hydnum ciliolatum Berk. & M.A. Curtis 1849 - Hydnum cinereum - Hydnum circinatulum Schimp. - Hydnum cirrhatum Pers. 1794 - Hydnum clathroides Pall. 1773 - Hydnum conchatum Fr. - Hydnum concrescens Pers. 1796 - Hydnum confluens Peck 1825 - Hydnum connatum Rick 1959 - Hydnum copelandii Pat. 1914 - Hydnum coralloides Scop. 1772 - Hydnum corrugatum - Hydnum cretaceum Cooke - Hydnum crinale Fr. 1838 - Hydnum cristulatum Fr. 1821 - Hydnum croceum (Schwein.) Fr. 1828 - Hydnum crocidens Cooke - Hydnum crustosum (Pers.) Pers. 1801 - Hydnum cyathiforme Schaeff. 1774 - Hydnum denticulatum - Hydnum diabolus (Banker) A.H. Sm. 1949 - Hydnum diaphanum Schrad. 1794 - Hydnum dispersum Berk. - Hydnum diversidens Fr. 1821 - Hydnum dusenii Henn. - Hydnum ebneri - Hydnum eichelbaumii Henn. - Hydnum epiphyllum Schwein. 1832 - Hydnum erinaceus Bull. 1791 - Hydnum fagineum (Pers.) Fr. 1821 - Hydnum farinaceum Pers. 1801 - Hydnum fennicum P. Karst. - Hydnum ferrugineum Fr. 1815 - Hydnum ferruginosum (Pers.) Fr. 1821 - Hydnum fimbriatum (Pers.) Fr. 1821 - Hydnum flabelliforme Berk. - Hydnum flavicans Bres. - Hydnum flavum (Sw. : Fr.) Berk. - Hydnum fraceolens Brot. - Hydnum fragile Pers. 1801 - Hydnum fulgens Fr. 1852 - Hydnum fuligineoalbum J.C. Schmidt 1817 - Hydnum fuscoatrum Fr. 1814 - Hydnum fuscoindicum K.A.Harrison - Hydnum fuscoviolaceum (Ehrenb.) Fr. 1821 - Hydnum fuscum Berk. - Hydnum gelatinosum Scop. 1772 - Hydnum glabrescens - Hydnum granulosum (Pers.) Pers. 1825 - Hydnum graveolens (Pers.) Fr. 1838 - Hydnum helveticum Pers. 1825 - Hydnum henningsii - Hydnum herpetodon Lév. - Hydnum hirtipes Bres. - Hydnum hollii (Schwein.) Fr. 1821 - Hydnum hypoleucum Berk. & Broome 1873 - Hydnum imbricatum L. 1753 - Hydnum informe Rick 1932 | - Hydnum investiens Berk. - Hydnum isidioides Berk. - Hydnum lacteum (Fr.) Fr. 1823 - Hydnum laeticola - Hydnum laeticolor Berk. & M.A. Curtis - Hydnum macrodon Pers. 1801 - Hydnum melaleucum Fr. 1815 - Hydnum melleum Berk. & Broome 1875 - Hydnum membranaceum Bull. 1791 - Hydnum mucidum Pers. 1792 - Hydnum multiforme Berk. & Broome 1878 - Hydnum muscicola Pers. 1825 - Hydnum nigrum Fr. 1815 - Hydnum niveum (Pers.) Pers. 1801 - Hydnum nodulosum Fr. 1874 - Hydnum obliquum Schrad. 1794 - Hydnum ochraceum Pers. 1801 - Hydnum omnivorum Shear 1925 - Hydnum pachyodon Pers. 1825 - Hydnum pallidum Cooke & Ellis - Hydnum papyraceum Wulfen 1786 - Hydnum paradoxum Schrad. 1794 - Hydnum parasiticum Pers. 1800 - Hydnum peckii (Banker) Sacc. 1925 - Hydnum pendulum (Alb. & Schwein.) Fr. 1821 - Hydnum pergameneum Yasuda 1919 - Hydnum petaloides Lloyd 1913 - Hydnum pinastri Fr. 1814 - Hydnum pseudomucidum Petch 1916 - Hydnum pudorinum Fr. 1828 - Hydnum pulcherrimum Berk. & M.A. Curtis 1849 - Hydnum pusillum Brot. 1804 - Hydnum pyramidatum Berk. & M.A. Curtis 1868 - Hydnum queletii Fr. 1872 - Hydnum quercinum (Pers.) Fr. 1821 - Hydnum radula Fr. 1818 - Hydnum raduloides P. Karst. 1883 - Hydnum ramosum Schwein. 1788 - Hydnum rawakense - Hydnum rigido-squamulosum Henn. - Hydnum rude (Pers.) Duby 1830 - Hydnum rufescens Pers. - Hydnum rufulum Lév. Fungi - Hydnum scabrosum Fr. 1836 - Hydnum schiedermayeri Heufl. 1870 - Hydnum sclerodontium Berk. & Mont. 1844 - Hydnum scrobiculatum Fr. 1815 - Hydnum separans Peck 1898 - Hydnum septentrionale Fr. - Hydnum seriatum Lloyd 1923 - Hydnum serpuloides P. Henn. - Hydnum setosum Pers. 1825 - Hydnum setulosum Berk. & M.A. Curtis 1873 - Hydnum sinclairii Berk. - Hydnum sonatum - Hydnum sordidum Weinm. 1936 - Hydnum spadiceum Pers. 1800 - Hydnum spathulatum Schrad. 1794 - Hydnum spongiosipes Peck 1897 - Hydnum squalinum - Hydnum squamosum Schaeff. 1774 - Hydnum stenodon Pers. 1825 - Hydnum stevensonii Berk. & Broome 1875 - Hydnum stipatum Fr. 1821 - Hydnum suaveolens (Scop.) Fr. - Hydnum subalbidum - Hydnum subgelatinosum P. Karst. 1882 - Hydnum sublamellosum Bull. 1787 - Hydnum subtile Fr. 1821 - Hydnum subvinosum Berk. & Broome 1875 - Hydnum sudans Alb. & Schwein. 1805 - Hydnum thelephoreum L v. 1830 - Hydnum tinctorium (Ellis & Everh.) Lloyd 1898 - Hydnum tomentosum Schrad. 1794 - Hydnum tubaeforme - Hydnum udum Fr. 1821 - Hydnum uleanum P. Henn. - Hydnum umbilicatum - Hydnum unguiculatum (Pers.) Strenz 1861 - Hydnum variecolor Secr. 1838 - Hydnum velutinum Fr. - Hydnum versicolor Berk. & Broome 1875 - Hydnum versipelle Fr. - Hydnum violascens Alb. & Schwein. 1805 - Hydnum viride (Alb. & Schwein.) Fr. 1821 - Hydnum weinmannii Fr. 1828 - Hydnum wellingtonii Lloyd - Hydnum zonatum Batsch 1838 |